# Vandrande blad
Vandrande blad (Phylliidae) är en familj i insektsordningen spökskräckor. De är släkt med vandrande pinnar, men som namnet antyder ser de mer ut som blad. Den breda och platta bakkroppen har oftast gröna eller bruna färger och en lövlik teckning. Detta, ofta i kombination med ännu fler bladlika utväxter på benen, ger dem ett utmärkt kamouflage och gör att de smälter in i växtligheten. 
Vandrande blad finns från södra Asien, genom Sydostasien till Australien. De är växtätare och äter blad av olika örter, buskar och träd. Några dagar innan ömsning äter vandrande blad ingenting.
Den största arten av vandrande blad, Phyllium giganteum, kan bli upp till 10–12 cm lång. 

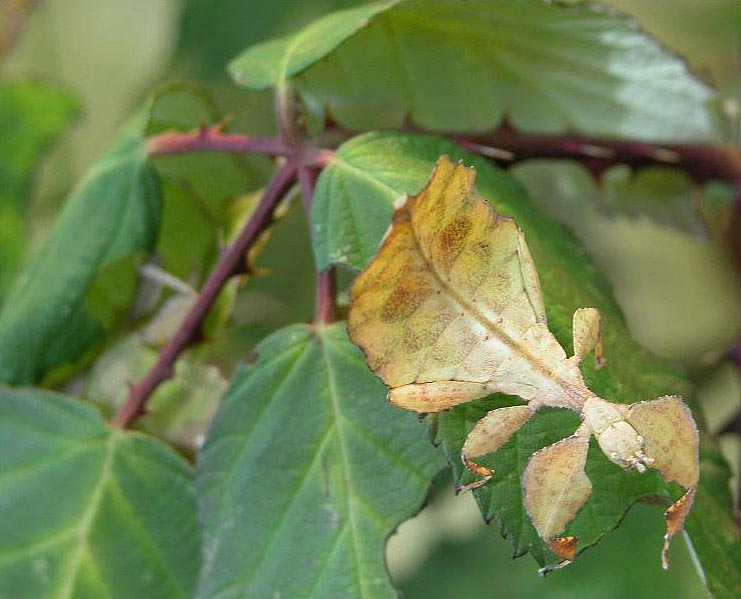
Ett vandrande blad som imiterar ett visset löv.